# Прапор Туркменської РСР
Прапор Туркменської РСР — республіканський символ Туркменської РСР — однією з 15 республік СРСР. Останній варіант прапора затверджений 1 серпня 1953. 
До цього застосовувався червоний прапор з кириличним написом золотим кольором ТССР в лівому верхньому кутку. 
З 1937 і на початку 1940-х затверджений був червоний прапор з написом латиницею T.S.S.R. в лівому верхньому кутку. 

## Галерея

Прапор Туркменської РСР, 1925
Прапор Туркменської РСР, 1925—1937
Прапор Туркменської РСР, 1937—1940
Прапор Туркменської РСР, 1940—1953
Прапор Туркменської РСР, 1953—1974
Прапор Туркменської РСР, 1974—1992